# Championnat de Belgique de football de troisième division 1967-1968
Navigation
saison précédente saison suivante
Le Championnat de Belgique de football Division 3 1967-1968 est la 39e édition du championnat de troisième niveau national de football en Belgique. Il conserve le même format que la saison précédente, à savoir deux séries de 16 équipes, qui se rencontrent deux fois chacune pendant la saison. Les deux champions sont promus en Division 2, tandis que les deux derniers de chaque série sont relégués en Promotion.
La « Série A » est dominée par le KFC Turnhout, qui devance Boom. Turnhout remonte en deuxième division deux ans après l'avoir quittée. Pour les Briquetiers c'est la 3e place de vice-champion consécutive. Willebroek, qui descend de « D2 », n'est pas en mesure de jouer un rôle en vue. il termine la saison à une anonyme onzième place. Puurs réussit ses débuts en « D3 » en se plaçant sur le podium. L'autre club promu, Wijgmaal, obtient de moins bons résultats, mais parvient à se maintenir. Après plusieurs saisons dans le haut du tableau, le Stade Waremmien loupe complètement sa saison et ne peut éviter la relégation, en compagnie d'Houthalen. Pour les Limbourgeois les soucis financiers deviennent trop importants et la fusion tentée avec un club voisin n'a rien apporté de neuf. Le « matricule 2402 » ne reviendra plus au 3e niveau.
Dans la « poule B », trois clubs se disputent la couronne: Alost, le CS Brugeois, et l'inattendu AEC Mons. Les Hennuyers réussissent leur meilleure saison de longue date. Les « Dragons » sont intraitables dans leur antre du Tondreau, avec 13 victoires et 1 nul pour un seul 1 revers (1-4 contre le CS Brugeois). Toutefois, en vue du sprint final, ils sont décrochés. Le titre se joue entre les deux Flandriens. Les « Oignons » se retrouvent en position idéale lorsque le Cercle de Bruges s'incline (3-1) à Namur en match d'alignement. Mais une semaine plus tard, Alost concède le partage contre Roulers (1-1). Tout se joue lors de la dernière journée. Alost pense faire la décision en allant s'imposer chez son rival. Les Alostois fêtent leur retour dans l'antichambre de l'élite mais doivent déchanter quelques semaines plus tard. Le titre se joue sur le tapis vert ! Après un passage devant le tribunal civil, le titre est attribué aux Brugeois ('voir ci-après').
Versée dans cette série, l'UR Namur, reléguée douze mois plus tôt, ne termine que septième place et doit rapidement enterrer ses souhaits de remonter directement. Dans les faits, ils ne le savent pas encore, mais les « Merles » devront attendre...40 ans pour retrouver la « D2 », et cela au terme d'un « feuilleton juridico-administratif » pour le moins indigeste (voir Division 3 « 2006-2007 ». Récent promu, le Audenarde, ne réussit pas à se maintenir. L'autre descendant est La Louvière qui termine un point trop court derrière le Vigor Hamme. Les « Loups » réalisent quelques jolies performances en début de compétition, avec entre autres un succès à Alost et un partage au CS Brugeois. Mais en fin d'exercice, les Hennuyers laissent filer un maintien qui leur semblait presque acquis. Par le fait des matchs remis, La Louvière doit affronter deux fois Oudenaarde en l'espace de deux semaines. Une défaite en Flandres (2-0) et un partage (1-1) à domicile hypothèquent les chances louviéroises. La RAAL termine par un partage (1-1) à Lauwe, car Hamme qui a remporté ses deux dernières rencontres lui souffle la 14e place salvatrice.

## Le titre sur tapis vert
Le titre de la « Série B » se dispute entre le Cercle de Bruges et l'Eendracht Alost. À l'occasion de la 30e journée, les « Oignons » alostois s'imposent (0-1) contre les Verts de la Venise du Nord et s'adjugent ainsi le titre, synonyme de retour en « D2 », après trois ans d'absence.
Mais cette belle histoire prend une tout autre tournure à cause d'une erreur bénigne mais fatale en vertu des règlements de l'époque. Après la rencontre, André Penninck, le délégué du CS Brugeois constate que les Alostois ont commis une erreur dans la rédaction de la feuille d'arbitrage (ou feuille de match). Concrètement, le joueur Roland Suys a été inscrit comme « gardien remplaçant » alors qu'il a participé à la rencontre.
Rappelons que la notion de remplacement de joueurs est balbutiante à cette époque. Les premiers remplacement ne furent autorisés dans le championnat anglais de Première Division qu'à partir de 1965. On n'autorise alors que le remplacement de joueurs blessés. La généralisation des remplacements ne se fait que plus tard, avec l'aval de l'« International Board ». Leur mise en œuvre varie selon les pays. Ils sont un fait acquis à partir de la Coupe du monde 1970
Théoriquement, l'erreur indique qu'Alost a joué avec deux gardiens de buts sur la pelouse. Cela n'a évidemment pas été le cas, mais le CS Brugeois dépose une plainte en bonne et due forme. À sa première analyse du dossier, l'Union belge considère l'erreur du délégué alostois comme n'ayant pas eu d'incidence sur le résultat et maintient la victoire alostoise. Le « matricule 12 » va en appel et en évocation de cette décision mais est à chaque fois débouté.
La direction du R. CS Brugeois décide alors de se tourner vers le tribunal civil. À l'époque, c'est une démarche quasi exceptionnelle. La juridiction civile intime l'ordre à la fédération d'appliquer son propre règlement, et donc donner la victoire aux Brugeois. Le 21 juin 1968, soit plus d'un mois après la fin de la compétition, l'« UB » prononce une défaite par forfait (5-0) au détriment d'Alost. Le R. CS Brugeois est champion et remonte en Division 2.

## Clubs participants
Les matricules en gras indiquent les clubs qui existent toujours en 2012, les autres ont disparu.

### Série A
| #  | Nom                                                       | Mat. | Ville      | Stades          | En D3 depuis    | Total en D3 | Saison précéd.         |
| -- | --------------------------------------------------------- | ---- | ---------- | --------------- | --------------- | ----------- | ---------------------- |
| 1  | Koninklijke Willebroekse Sport Vereniging                 | 85   | Willebroek | Henry Pickery   | 1967-1968 (1er) | 26 saisons  | Division 2,16e         |
| 2  | Koninklijke Sporting Club Hasselt                         | 37   | Hasselt    | Stedelijke      | 1966-1967 (2e)  | 12 saisons  | 13e Série B            |
| 3  | Koninklijke Lyra                                          | 52   | Lierre     | Lyrastadion     | 1961-1962 (7e)  | 7 saisons   | 12e Série B            |
| 4  | Koninklijke Boom Football Club                            | 58   | Boom       | Parc communal   | 1965-1966 (3e)  | 9 saisons   | 2e Série B             |
| 5  | Royal Racing Football Club Montegnée                      | 77   | Montegnée  | ??              | 1954-1955 (14e) | 29 saisons  | 9e Série B             |
| 6  | Koninklijke Football Club Turnhout                        | 148  | Turnhout   | Villa Park      | 1966-1967 (2e)  | 10 saisons  | 3e Série B             |
| 7  | Royal Stade Waremmien Football Club                       | 190  | Waremme    | Edmond Leburton | 1962-1963 (6e)  | 26 saisons  | 4e Série B             |
| 8  | Kon. Amical Club & Verbroedering Brasschaat               | 228  | Brasschaat | Gemeentelijke   | 1965-1966 (3e)  | 3 saisons   | 11e Série B            |
| 9  | Koninklijke Football Club Winterslag                      | 322  | Winterslag | Noordlaan       | 1964-1965 (4e)  | 13 saisons  | 14e Série B            |
| 10 | Koninklijke Oud-Leerlingen St-Eduardus Merksem Sport-Club | 544  | Merksem    | Gemeentelijk    | 1963-1964 (5e)  | 13 saisons  | 5e Série B             |
| 11 | Koninklijke Wezel Sport Football Club                     | 844  | Wezel      | Balen-Neetlaan  | 1960-1961 (8e)  | 18 saisons  | 6e Série B             |
| 12 | Sporting Houthalen                                        | 2402 | Houthalen  | Gemeentelijk    | 1962-1963 (6e)  | 6 saisons   | 8e Série B             |
| 13 | Vrij en Vlug Overpelt-Fabriek                             | 2554 | Overpelt   | De Leukens      | 1957-1958 (11e) | 11 saisons  | 7e Série B             |
| 14 | Racing Jette                                              | 4549 | Jette      | Communal        | 1965-1966 (3e)  | 3 saisons   | 10e Série B            |
| 15 | Koninklijke Olympia Sport-Club Wijgmaal                   | 1349 | Wijgmaal   | Gemeentelijk    | 1967-1968 (1er) | 1 saison    | Promotion- Série C,1er |
| 16 | Puurs Excelsior Football Club                             | 3855 | Puurs      | Gemeentelijk    | 1967-1968 (1er) | 1 saison    | Promotion- Série A,1er |

#### Localisation - Série A
| \| Willebroek Puurs Boom Turnhout Brasschaat OLSE Merksem Lyra Wezel Overpelt Winterslag Houthalen Hasselt Wijgmaal Racing Jette Wavre Montegnée \| Localisation des clubs engagés en Division 3A 1967-1968 |
| Willebroek Puurs Boom Turnhout Brasschaat OLSE Merksem Lyra Wezel Overpelt Winterslag Houthalen Hasselt Wijgmaal Racing Jette Wavre Montegnée                                                               |

### Série B
| #  | Nom                                         | Mat. | Ville            | Stades             | En D3 depuis    | Total en D3 | Saison précéd.            |
| -- | ------------------------------------------- | ---- | ---------------- | ------------------ | --------------- | ----------- | ------------------------- |
| 1  | Union Royale Namur                          | 156  | Namur            | des Champs-Elysées | 1967-1968 (1er) | 23 saisons  | Division 2, 15e           |
| 2  | Royal Racing Club de Gand                   | 11   | Gand             | Emmanuel Hiel      | 1955-1956 (13e) | 23 saisons  | 12e Série A               |
| 3  | Royal Cercle Sportif Brugeois               | 12   | Bruges           | Edgard De Smedt    | 1966-1967 (2e)  | 6 saisons   | 4e Série A                |
| 4  | Koninklijke Vanneste Genootschap Oostende   | 31   | Ostende          | ??                 | 1964-1965 (4e)  | 21 saisons  | 11e Série A               |
| 5  | Royal Albert Elisabeth Club Mons            | 44   | Mons             | Charles Tondreau   | 1961-1962 (7e)  | 35 saisons  | 8e Série A                |
| 6  | Koninklijke Sport-Club Eendracht Aalst      | 90   | Alost            | Pierre Cornelis    | 1966-1967 (2e)  | 11 saisons  | 5e Série A                |
| 7  | Royale Association Athlétique Louviéroise   | 93   | La Louvière      | ??                 | 1966-1967 (2e)  | 24 saisons  | 14e Série A               |
| 8  | Koninklijke Sport Kring Roeselare           | 134  | Roulers          | Het Motje          | 1960-1961 (8e)  | 18 saisons  | 9e Série A                |
| 9  | Koninklijke Football Club Vigor Hamme       | 211  | Hamme            | Gemeentelijk       | 1962-1963 (6e)  | 13 saisons  | 13e Série A               |
| 10 | Royal Excelsior Mouscron                    | 224  | Mouscron         | Le Canonnier       | 1963-1964 (4e)  | 4 saisons   | 10e Série A               |
| 11 | Koninklijke Sport Vereniging Sottegem       | 225  | Zottegem         | Stedelijk          | 1961-1962 (7e)  | 7 saisons   | 2e Série A                |
| 12 | White Star Club Lauwe                       | 535  | Lauwe            | ??                 | 1965-1966 (3e)  | 3 saisons   | 3e Série A                |
| 12 | Royale Entente Sportive Jamboise            | 1579 | Jambes           | stade communal     | 1960-1961 (8e)  | 11 saisons  | 7e Série A                |
| 13 | Voetbal Club Zwevegem Sport                 | 3521 | Zwevegem         | Gemeentelijke      | 1962-1963 (6e)  | 6 saisons   | 6e Série A                |
| 15 | Koninklijke Sport Vereniging Oudenaarde     | 81   | Audenarde        | Gemeentelijke      | 1967-1968 (1er) | 14 saisons  | ¨Promotion - Série B, 1er |
| 16 | Royale Association Marchiennoise des Sports | 278  | Marchienne-au-P. | Communal           | 1967-1968 (1er) | 17 saisons  | ¨Promotion - Série D, 1er |

#### Localisation - Série B
| \| CS Brugeois Roulers Zwevegem Lauwe VG Oostende Alost Audenarde Sottegem Hamme RC Gand La Louvière Mons Mouscron Jambes Namur Marchienne \| Localisation des clubs engagés en Division 3B 1967-1968 |
| CS Brugeois Roulers Zwevegem Lauwe VG Oostende Alost Audenarde Sottegem Hamme RC Gand La Louvière Mons Mouscron Jambes Namur Marchienne                                                               |

## Classements & Résultats
- Le nom des clubs est celui employé à l'époque

Légende
- Clubs champions et promus en Division 2 la saison suivante
- Clubs relégués en Promotion la saison suivante

Abréviations
 : club relégué de « Division 2 » depuis la saison précédente
 : Clubs promus de « Promotion » depuis la saison précédente

### Classement final - Série A
| Rang | Équipe                 | Pts | J  | G  | N  | P  | Bp | Bc | Diff |
| ---- | ---------------------- | --- | -- | -- | -- | -- | -- | -- | ---- |
| 1    | K. FC TURNHOUT         | 46  | 30 | 21 | 4  | 5  | 77 | 29 | +48  |
| 2    | K. Boom FC             | 41  | 30 | 16 | 9  | 5  | 58 | 26 | +32  |
| 3    | Excelsior Puurs FC     | 38  | 30 | 12 | 14 | 4  | 60 | 37 | +23  |
| 4    | K. SC Hasselt          | 36  | 30 | 14 | 8  | 8  | 49 | 27 | +22  |
| 5    | V&V Overpelt-Fabriek   | 34  | 30 | 12 | 10 | 8  | 48 | 36 | +12  |
| 6    | K. OLSE Merksem SC     | 33  | 30 | 13 | 7  | 10 | 48 | 41 | +7   |
| 7    | K. AC&V Brasschaat     | 32  | 30 | 12 | 8  | 10 | 46 | 48 | -2   |
| 8    | K. Wezel Sport FC      | 31  | 30 | 12 | 7  | 11 | 42 | 33 | +9   |
| 9    | K. Lyra                | 31  | 30 | 10 | 11 | 9  | 32 | 30 | +2   |
| 10   | Racing Jette           | 30  | 30 | 11 | 8  | 11 | 38 | 32 | +6   |
| 11   | K. Willebroekse SV     | 28  | 30 | 9  | 10 | 11 | 33 | 44 | -11  |
| 12   | K. FC Winterslag       | 26  | 30 | 11 | 4  | 15 | 44 | 65 | -21  |
| 13   | K. Olympia SC Wijgmaal | 23  | 30 | 6  | 11 | 13 | 37 | 49 | -12  |
| 14   | R. Racing FC Montegnée | 21  | 30 | 7  | 7  | 16 | 37 | 61 | -24  |
| 15   | Sporting Houthalen     | 16  | 30 | 6  | 4  | 20 | 31 | 75 | -44  |
| 16   | R. Stade Waremmien FC  | 14  | 30 | 4  | 6  | 20 | 22 | 69 | -47  |

#### Résultats des rencontres - Série A
| Résultats (▼dom., ►ext.)                                   | BOO | BRA | HAS | HOU | JET | LYR | MON | MER | OVE | PUU | TUR | WAR | WEZ | WIL | WIN | WIJ |
| K. Boom FC                                                 |     | 2-1 | 2-2 | 6-0 | 0-1 | 1-1 | 4-0 | 2-2 | 2-1 | 1-4 | 4-1 | 5-0 | 2-0 | 1-1 | 4-1 | 3-1 |
| K. AVC Braasschat                                          | 0-0 |     | 0-5 | 3-1 | 2-2 | 1-3 | 2-1 | 1-4 | 1-1 | 4-3 | 0-2 | 2-0 | 2-5 | 3-1 | 5-1 | 1-0 |
| K. SC Hasselt                                              | 0-0 | 0-2 |     | 4-1 | 1-0 | 0-1 | 2-0 | 1-1 | 1-1 | 0-0 | 4-1 | 2-1 | 3-0 | 0-1 | 5-1 | 3-0 |
| Sporting Houthalen                                         | 1-0 | 1-1 | 0-2 |     | 1-2 | 0-2 | 3-0 | 1-2 | 2-1 | 2-2 | 0-3 | 5-0 | 0-1 | 0-3 | 0-1 | 2-2 |
| Racing Jette                                               | 0-0 | 0-2 | 0-2 | 1-1 |     | 1-0 | 1-1 | 1-1 | 0-1 | 1-3 | 2-1 | 2-1 | 2-1 | 1-0 | 4-2 | 1-1 |
| K. Lyra                                                    | 0-4 | 4-0 | 0-0 | 2-0 | 1-2 |     | 2-0 | 4-1 | 0-2 | 1-1 | 0-0 | 0-0 | 2-1 | 1-1 | 2-0 | 2-2 |
| R. Racing FC Montegnée                                     | 1-2 | 1-1 | 2-1 | 1-2 | 5-2 | 2-0 |     | 5-1 | 3-5 | 2-2 | 1-3 | 2-0 | 3-2 | 1-1 | 1-4 | 2-1 |
| K. OLSE Merksem SC                                         | 1-0 | 2-2 | 2-1 | 4-3 | 1-0 | 0-0 | 6-1 |     | 1-0 | 1-0 | 0-1 | 4-0 | 1-2 | 3-0 | 1-2 | 0-0 |
| V&V Overpelt-Fabriek                                       | 0-1 | 2-1 | 0-0 | 5-1 | 2-0 | 3-0 | 0-0 | 0-1 |     | 2-2 | 1-6 | 3-0 | 0-1 | 2-0 | 1-1 | 3-1 |
| Puurs Excelsior FC                                         | 1-1 | 0-1 | 4-0 | 5-1 | 3-2 | 1-1 | 2-1 | 2-2 | 1-1 |     | 2-2 | 3-1 | 1-0 | 0-0 | 2-1 | 5-2 |
| K. FC Turnhout                                             | 2-2 | 2-1 | 4-2 | 9-1 | 2-0 | 2-1 | 3-0 | 0-2 | 4-1 | 3-1 |     | 5-0 | 3-0 | 4-1 | 3-0 | 3-0 |
| R. Stade Waremmien FC                                      | 0-2 | 2-0 | 1-2 | 2-1 | 2-3 | 0-0 | 0-0 | 2-1 | 3-3 | 0-5 | 1-0 |     | 0-0 | 1-1 | 1-3 | 1-3 |
| K. Wezel Sport FC                                          | 2-0 | 2-2 | 2-0 | 1-0 | 0-1 | 0-0 | 4-0 | 3-1 | 4-1 | 1-1 | 1-2 | 3-0 |     | 0-0 | 3-0 | 3-3 |
| K.Willebroekse SV                                          | 1-3 | 0-0 | 0-5 | 3-0 | 4-2 | 2-0 | 0-0 | 3-0 | 0-0 | 1-1 | 0-3 | 1-0 | 2-1 |     | 3-1 | 2-1 |
| K. FC Winterslag                                           | 1-2 | 0-2 | 0-1 | 7-0 | 0-0 | 2-0 | 1-0 | 2-1 | 3-3 | 2-3 | 0-2 | 4-1 | 1-3 | 2-0 |     | 0-0 |
| K. Olympia SC Wijgmaal                                     | 0-2 | 1-3 | 0-0 | 0-1 | 2-2 | 1-2 | 4-1 | 2-1 | 0-1 | 0-0 | 1-1 | 4-2 | 0-0 | 3-1 | 2-1 |     |
| - Victoire à domicile - Match nul - Victoire à l'extérieur |     |     |     |     |     |     |     |     |     |     |     |     |     |     |     |     |

#### Résumé
Le K. FC Turnout domine la série et caracole longtemps en tête du classement. Un "passage à vide" dans le courant du deuxième tour relance le suspense. Si l'Amical & Verbroedering Club Brasschaat est à un moment dans le groupe de tête, ce sont surtout les promus de Puurs Excelsior et Boom qui restent une menace pour le leader campinois. Celui-ci tient bon et valide logiquement son retour en Division 2.
En bas de classement, le Stade Waremme réalise sa plus mauvaise saison en Division 3 et, malgré une amélioration en fin de parcours, ne peut éviter la dernière place. Les autres menacés sont longtemps les montants de l'Olympia Wijgmaal, le Racing FC Montegnée mais aussi Willebreokse SV qui descend de Division 2.
Willebroek réalise un second tour correct et s'éloigne de la zone dangereuse, alors que Montegnée et Wijgmaal vont chercher des points précieux aux bons moments. C'est finalement, le Sporting Houthalen qui après une entame correcte s'effondre totalement dans la dernière partie de la compétition et est renvoyé en Promotion.

### Classement final - Série B
| Rang | Équipe                           | Pts | J  | G  | N  | P  | Bp | Bc | Diff |
| ---- | -------------------------------- | --- | -- | -- | -- | -- | -- | -- | ---- |
| 1    | R. CS BRUGEOIS                   | 45  | 30 | 19 | 7  | 4  | 55 | 28 | +27  |
| 2    | K. SC Eendracht Aalst            | 42  | 30 | 18 | 6  | 6  | 63 | 31 | +32  |
| 3    | R. AEC Mons                      | 41  | 30 | 17 | 7  | 6  | 53 | 29 | +24  |
| 4    | K. SV Sottegem                   | 36  | 30 | 13 | 10 | 7  | 51 | 45 | +6   |
| 5    | VC Zwevegem Sport                | 34  | 30 | 12 | 10 | 8  | 38 | 32 | +6   |
| 6    | R. Excelsior Mouscron            | 32  | 30 | 12 | 8  | 10 | 47 | 43 | +4   |
| 7    | UR Namur                         | 31  | 30 | 12 | 7  | 11 | 37 | 35 | +2   |
| 8    | R. Ass. Marchiennoise des Sports | 28  | 30 | 11 | 6  | 13 | 32 | 45 | -13  |
| 9    | K. SK Roeselare                  | 27  | 30 | 10 | 7  | 13 | 44 | 51 | -7   |
| 10   | K. VG Oostende                   | 27  | 30 | 9  | 9  | 12 | 35 | 37 | -2   |
| 11   | R. Entente Sportive Jamboise     | 26  | 30 | 8  | 10 | 12 | 36 | 40 | -4   |
| 12   | White Star Club Lauwe            | 25  | 30 | 8  | 9  | 13 | 40 | 57 | -17  |
| 13   | R. RC Gand                       | 23  | 30 | 9  | 5  | 16 | 28 | 49 | -21  |
| 14   | K. FC Vigor Hamme                | 22  | 30 | 8  | 6  | 16 | 36 | 40 | -4   |
| 15   | R. AA Louvièroise                | 21  | 30 | 8  | 5  | 17 | 44 | 64 | -20  |
| 16   | K. SV Oudenaarde                 | 20  | 30 | 7  | 6  | 17 | 33 | 46 | -13  |

#### Résultats des rencontres - Série B
| Résultats (▼dom., ►ext.)                                   | AAL  | CSB | GAN | HAM | ESJ | LAU | LOU | MAR | MON | EXM | NAM | VGO | OUD | ROE | SOT | ZWE |
| K. SC Eendracht Aalst                                      |      | 0-0 | 2-0 | 2-1 | 1-0 | 8-3 | 1-2 | 3-1 | 4-1 | 0-2 | 2-1 | 2-0 | 2-2 | 1-1 | 3-0 | 3-0 |
| R. CS Brugeois                                             | 5-0F |     | 1-0 | 4-3 | 1-0 | 2-1 | 1-1 | 3-0 | 3-2 | 3-2 | 0-0 | 1-0 | 2-1 | 2-0 | 5-1 | 1-0 |
| R. RC de Gand                                              | 0-0  | 0-2 |     | 1-1 | 1-0 | 1-3 | 3-1 | 1-2 | 0-2 | 0-0 | 1-0 | 2-0 | 1-0 | 1-0 | 2-0 | 1-2 |
| K. FC Vigor Hamme                                          | 0-5  | 0-1 | 4-2 |     | 3-0 | 1-2 | 4-1 | 3-1 | 2-3 | 0-2 | 0-1 | 3-1 | 0-0 | 1-1 | 0-1 | 0-0 |
| R. Ent. Sp. Jamboise                                       | 1-0  | 3-2 | 1-1 | 1-0 |     | 2-2 | 0-2 | 2-0 | 1-3 | 3-0 | 0-0 | 0-0 | 6-1 | 3-4 | 3-3 | 1-1 |
| White Star Club Lauwe                                      | 0-2  | 1-1 | 0-3 | 2-1 | 0-2 |     | 1-1 | 1-0 | 1-1 | 2-3 | 2-2 | 0-2 | 2-1 | 2-1 | 3-0 | 1-3 |
| R. AA Louvièroise                                          | 0-4  | 1-2 | 3-2 | 0-2 | 2-4 | 3-1 |     | 1-0 | 3-1 | 4-3 | 0-1 | 3-3 | 1-1 | 4-2 | 3-4 | 1-1 |
| R. A. Marchiennoise des Sp.                                | 1-3  | 0-0 | 2-0 | 1-1 | 0-0 | 1-1 | 3-1 |     | 0-3 | 3-1 | 1-1 | 2-0 | 1-0 | 2-1 | 1-1 | 1-3 |
| R. AEC Mons                                                | 1-0  | 1-4 | 1-1 | 2-1 | 0-0 | 3-0 | 2-0 | 3-0 |     | 2-1 | 4-0 | 3-0 | 2-0 | 4-1 | 3-0 | 1-0 |
| R. Excelsior Mouscron                                      | 4-2  | 3-1 | 4-0 | 1-0 | 1-0 | 4-2 | 2-0 | 2-3 | 1-1 |     | 2-0 | 1-1 | 2-2 | 2-5 | 1-1 | 0-2 |
| UR Namur                                                   | 1-3  | 3-1 | 0-1 | 0-2 | 2-0 | 3-0 | 3-2 | 1-2 | 0-0 | 1-0 |     | 2-0 | 1-0 | 1-2 | 3-2 | 1-2 |
| K. VG Oostende                                             | 2-2  | 0-2 | 3-0 | 2-1 | 3-0 | 1-1 | 5-1 | 2-0 | 2-1 | 0-0 | 1-2 |     | 0-0 | 0-0 | 0-0 | 2-3 |
| K. SC Oudenaarde                                           | 0-1  | 0-2 | 2-1 | 1-2 | 2-0 | 1-4 | 2-0 | 0-1 | 2-0 | 1-2 | 0-3 | 0-1 |     | 2-0 | 3-3 | 3-1 |
| K. SK Roeselare                                            | 1-5  | 1-1 | 4-0 | 1-0 | 3-1 | 2-0 | 1-0 | 2-3 | 1-1 | 1-1 | 3-3 | 0-2 | 0-3 |     | 3-1 | 3-1 |
| K. SV Sottegem                                             | 1-1  | 3-1 | 4-0 | 1-0 | 1-1 | 2-2 | 4-3 | 3-0 | 1-1 | 3-0 | 2-1 | 2-0 | 2-1 | 2-0 |     | 1-1 |
| VX Zwevegem Sport                                          | 0-1  | 1-1 | 5-2 | 0-0 | 1-1 | 0-0 | 1-0 | 2-0 | 0-1 | 0-0 | 0-0 | 3-2 | 3-2 | 2-0 | 0-2 |     |
| - Victoire à domicile - Match nul - Victoire à l'extérieur |      |     |     |     |     |     |     |     |     |     |     |     |     |     |     |     |

* La rencontre R. CS Brugeois-K. SC Eendracht Aalst s'est terminée sur le score de (0-1) mais à la suite d'une réclamation brugeoise, elle est transformée en (5-0 Forfait) au profit des visités.

#### Résumé
Les premiers titulaires du leadership de cette série sont l'UR Namur qui descend de Division 2 et l'Association Marchiennoise des Sports qui arrive de Promotion. Marchienne rentre dans le rang, mais Namur reste dans le groupe de tête jusqu'à la mi-parcours, en compagnie d'Alost, de l'AEC Mons et du CS Brugeois.
Durant le second tour, les Merles namurois s’effondrent et ne s'approchent plus des premiers rangs. Sottegem et l'Excelsior Mouscron font mine de venir taquiner les premiers mais ne parviennent jamais à s'y immiscer. Alost, Bruges et Mons se détachent. Les Hennuyers sont légèrement distancés en fin de parcours, laissant les deux cercles flandriens s'expliquer. L'Eendracht Aalst conquiert la couronne sur le terrain mais une erreur administrative en apparence bénigne lui coûte le sacre qui revient au R. CS Brugeois.
Les promus du SV Oudenaarde, le Vigor Hamme et le White Star Lauwe semblent être les oiseaux pour le chat de cette série et occupent longtemps les places relégables. Mais la situation s'équilibre. L'AA Louviéroise et encore le RC de Gand quii n'ont jamais sur creuser un écart suffisant se retrouvent mêler à la lutte contre la relégation.
Lauwe s'extirpe de la zone rouge dès la moitié du championnat alors que La Louvière s'y enfonce toujours davantage (7 points sur 26). Jusqu'à la dernière journée, Audenarde, Gand, Hamme et La Louvière restent des menacés en puissance. Deux partages pour terminer sont insuffisants pour les « Loups » qui accompagnent en Promotion le Oudenaarde, battu par Hamme le dernier jour.

### Désignation du «Champion de Division 3»
En raison du litige concernant l'attribution titre de la « Série B », entre le R. CS Brugeois et le K. SC Eendracht Aalst, le titre de « Champion de Division 3 » n'est pas disputé cette saison.

## Meilleurs buteurs
- Série A : ?
- Série B : ?

## Récapitulatif de la saison
- Champion A: K. RC Turnhout (2e titre en D3)
- Champion B: R. CS Brugeois (2e titre en D3)
- Vingt-sixième titre de D3 pour la Province d'Anvers
- Seizième titre de D3 pour la Province de Flandre occidentale

| Région flamande (22)            | Région flamande (22) | Province de Brabant (2)      | Province de Brabant (2) | Région wallonne (8)    | Région wallonne (8) |
| ------------------------------- | -------------------- | ---------------------------- | ----------------------- | ---------------------- | ------------------- |
| Province d'Anvers               | 8                    | Région de Bruxelles-Capitale | 1                       | Province de Hainaut    | 4                   |
| Province de Flandre-Occidentale | 5                    | Province du Brabant flamand  | 1                       | Province de Liège      | 2                   |
| Province de Flandre-Orientale   | 5                    | Province du Brabant wallon   | 0                       | Province de Luxembourg | 0                   |
| Province de Limbourg            | 4                    |                              |                         | Province de Namur      | 2                   |

1. ↑  Au niveau footballistique, la province de Brabant est toujours unitaire malgré sa partition territoriale en 1995.

### Admissions - Relégations
Le Cercle de Bruges et Turnhout montent en Division 2, d'où sont relégués le Racing de Malines et le Racing de Tirlemont. Les « Verts & Noirs brugeois » ne redescendront plus sous le 2e niveau par la suite.
Audenarde, Houthalen, La Louvière et Waremme sont renvoyés en Promotion, d'où sont promus Witgoor Dessel, La Forestoise, Maccabi Anvers et Menin.

## Débuts en D3
Deux clubs évoluent pour la première fois de leur Histoire au 3e niveau du football belge. Ils portent à 219 le nombre de clubs différents ayant évolué à ce niveau.
- Puurs Excelsior FC est le 44e club anversois différent à évoluer à ce niveau.
- K. Olympia SC Wijgmaal est le 35e club brabançon différent à évoluer à ce niveau.